# شوالیه سیاه (فیلم ۲۰۰۱)
شوالیه سیاه (به انگلیسی: Black Knight) فیلمی محصول سال ۲۰۰۱ به کارگردانی جیل جانجر است. در این فیلم بازیگرانی همچون مارتین لارنس، مارشا توماسون، تام ویلکینسون، کوین کانوی، وینسنت رگان، درل میچل، اریک جنسن و دیکران تولاین ایفای نقش کرده‌اند.